# 多野信用金庫
多野信用金庫（たのしんようきんこ）はかつて群馬県藤岡市に本店を置いた信用金庫。統一金融機関コードは1212で、合併前時点の店舗数は12ヶ店だった。
2007年11月26日をもってかんら信用金庫及びぐんま信用金庫と対等合併し、存続金庫であるかんら信金は名称を「しののめ信用金庫」に変更し、解散した。

## 沿革
- 1950年 - 11月 藤岡信用組合を設立
- 1952年 - 11月 信用金庫法に基づき、多野信用金庫となる
- 2007年 - 11月26日 ぐんま信用金庫と共にかんら信用金庫に合併。「しののめ信用金庫」へ名称を変更[1]。多野信金は解散。旧本店はしののめ信用金庫藤岡営業部として改組。

## 営業地域
合併時点での行政区分に基づく
- 群馬県 藤岡市、前橋市（旧大胡町・旧宮城村・旧粕川村を除く）、高崎市（旧倉渕村を除く）、 富岡市（旧妙義町を除く）、安中市（旧松井田町を除く）、多野郡全域、甘楽郡全域、佐波郡玉村町
- 埼玉県 本庄市、熊谷市（旧妻沼町、大里町及び江南町を除く）、深谷市（旧川本町及び花園町を除く）、児玉郡全域、秩父市(旧秩父郡吉田町のみ）